# Passion Richardson
Passion Richardson, född den 25 januari 1975 i Fort Bragg, North Carolina, är en amerikansk friidrottare inom kortdistanslöpning.
Richardson gick i skola vid University of Kentucky och spelade för Kentucky Wildcats och tog OS-brons på 4 x 100 meter stafett vid friidrottstävlingarna 2000 i Sydney. 